# The O.C. (luta profissional)
The Club (também conhecido como The O.C.), foi um grupo de luta livre profissional americano composto por A.J. Styles, Luke Gallows e Karl Anderson.
Anteriormente trabalhando na New Japan Pro-Wrestling como membros do Bullet Club, o trio de Styles, Gallows e Anderson se reuniu na WWE em maio de 2016 como The Club, antes de se separar dois meses depois. Eles se reuniriam oficialmente em julho de 2019 e foram renomeados The O.C.. O nome da equipe é derivado de seu bordão de ser "o oficial, o original, o único clube que importa".

## Introdução
De 2014 a 2016, Styles, Gallows (sob o nome de Doc Gallows) e Anderson foram membros do Bullet Club, aparecendo principalmente na promoção japonesa New Japan Pro-Wrestling (NJPW). Na NJPW, Styles foi duas vezes Campeonato dos Pesos Pesados da IWGP, e Gallows e Anderson foram três vezes Campeões de Duplas da IWGP. Styles saiu da empresa em janeiro de 2016, seguido por Gallows e Anderson em fevereiro. Após suas saídas, houve semanas de especulação e provocações da própria WWE sobre a assinatura do trio com a WWE.

## História

### WWE

#### Início como The Club (2016)
No episódio do Raw de 11 de abril de 2016, Gallows (que retornou ao seu nome de ringue Luke Gallows) e Anderson fizeram sua estreia pela WWE, atacando The Usos, estabelecendo-se como heels no processo e com o histórico NJPW da dupla sendo reconhecido pelos locutores da WWE. No Raw da semana seguinte, a WWE começou a provocar uma aliança entre Gallows e Anderson e seu ex-companheiro de equipe do Bullet Club AJ Styles quando, depois de conhecer Styles em uma entrevista nos bastidores, Gallows e Anderson atacaram seu oponente no Payback Roman Reigns no ringue; Styles, no entanto, não parecia satisfeito com o ataque. Nas semanas seguintes, Gallows e Anderson continuaram provocando uma aliança desconfortável com Styles, tendo vários confrontos com The Usos e Roman Reigns, inclusive no Payback, onde os dois falharam em sua tentativa de ajudar Styles a conquistar o Campeonato Mundial dos Pesos Pesados da WWE de Reigns. No Raw de 9 de maio, o trio de Styles, Gallows e Anderson foi apelidado de "The Club". The Club se desfez duas semanas depois no Raw, quando Styles afirmou que queria uma separação amigável de Gallows e Anderson, culpando eles e os Usos por seu fracasso em ganhar o Campeonato Mundial dos Pesos-Pesados da WWE no Extreme Rules no dia anterior. Embora Styles tenha afirmado que os três poderiam permanecer "irmãos", Gallows e Anderson recusaram e terminaram a amizade por completo. No Raw de 30 de maio, Gallows e Anderson entraram na luta pelo Campeonato de Duplas da WWE atacando os campeões em título The New Day, enquanto mais tarde no show, Styles se virou contra John Cena e se reuniu com Gallows e Anderson. Isso configurou uma luta entre Styles e Cena no Money in the Bank em 19 de junho, que Styles venceu após interferência do The Club. Em 19 de julho, The Club foi dividido no draft da WWE, com Gallows e Anderson sendo draftados para a marca Raw e Styles para a marca SmackDown, o que resultou em eles lutarem sua última luta juntos como um trio em 24 de julho no Battleground em uma derrota contra John Cena, Enzo Amore e Big Cass.
Gallows e Anderson foram ambos convocados para a marca SmackDown em 2018, onde fizeram uma reunião única com Styles no episódio de 24 de abril de 2018 do SmackDown Live como favoritos dos fãs, perdendo para Shinsuke Nakamura, Aiden English e Rusev. Depois de uma passagem sem sucesso no SmackDown, Gallows e Anderson retornaram ao Raw em 29 de abril de 2019, perdendo para The Usos. Nesse ponto, eles não haviam vencido uma partida na televisão desde que derrotaram os Usos em maio de 2018. Ao longo das semanas seguintes, Styles encorajou de forma frustrante Gallows e Anderson a serem a dupla de sucesso que já foram.

#### Reformação como The O.C. (2019–2020)
No episódio de 1º de julho do Raw, Gallows e Anderson encorajaram AJ Styles a ser o cara que ele era na NJPW. Depois que Styles perdeu uma luta pelo Campeonato dos Estados Unidos para Ricochet; Gallows e Anderson ajudaram Styles a derrotar Ricochet e reunir o The Club como heels. Duas semanas depois, no Extreme Rules, Styles, acompanhado por The Club, ganhou seu terceiro Campeonato dos Estados Unidos ao derrotar Ricochet. No episódio de 22 de julho do Raw, o The Club foi renomeado para "The O.C." e repetidamente afirmou que eles eram o "oficial, original e único clube que importa". No Raw de 29 de julho, Gallows e Anderson ganharam seu segundo Campeonato de Duplas da WWE, fazendo com que todos os membros do The O.C. campeões, mas eles perderam os títulos no Raw de 19 de agosto para Seth Rollins e Braun Strowman, terminando seu reinado em 21 dias. No Crown Jewel em 31 de outubro, Gallows e Anderson venceram a luta nine-team tag team turmoil para vencer a WWE Tag Team World Cup e serem chamadas de "a melhor dupla do mundo". Styles também manteve seu título dos EUA contra Humberto Carrillo no evento. O O. C. teria azar no Survivor Series; durante o Kickoff, Gallows e Anderson foram eliminados da interbrand tag team battle royal, e no show principal, Styles perdeu a luta interbrand triple threat, na qual enfrentou o Campeão Intercontinental Shinsuke Nakamura do SmackDown e o Campeão Norte Americano do NXT Roderick Strong, onde Strong roubou a vitória de Styles após Styles ter executado um Phenomenal Forearm em Nakamura e Strong jogou Styles para fora do ringue e derrotou Nakamura. O O. C. novamente teria azar no Raw da noite seguinte, pois durante a luta pelo título de Styles contra Rey Mysterio, Gallows e Anderson foram expulsos do ringue e Styles acabou perdendo seu título dos EUA para Mysterio graças à ajuda de Randy Orton. Todos os membros do The OC entrariam no Royal Rumble de 2020, com Styles entrando como número 18, Karl Anderson número 20 e Luke Gallows número 24. Todos os membros do The OC seriam eliminados. Styles enfrentaria Aleister Black no Elimination Chamber em uma luta sem desqualificação, mas perderia depois que The Undertaker saiu e atacou Gallows e Anderson e Styles, permitindo que Black aplicasse a black mass e vencesse a luta. Styles enfrentaria The Undertaker na noite 1 da Wrestlemania 36 em uma luta boneyard, mas perderia apesar da interferência de Gallows e Anderson. Gallows e Anderson teriam sua última luta na WWE, derrotando Ever-Rise no episódio de 1º de abril do Main Event.
Em 15 de abril de 2020, o grupo foi dissolvido quando Gallows e Anderson foram liberados de seus contratos com a WWE como parte de cortes orçamentários decorrentes da pandemia do COVID-19, enquanto Styles formou uma dupla com Omos pouco tempo depois.

## Campeonatos e conquistas
- WWE
  - Campeonato dos Estados Unidos (1 vez)[33] – Styles
  - Campeonato de Duplas do Raw (1 vez)[34] – Gallows e Anderson
  - WWE Tag Team World Cup (2019) – Gallows e Anderson